# Pflanzenheilkunde

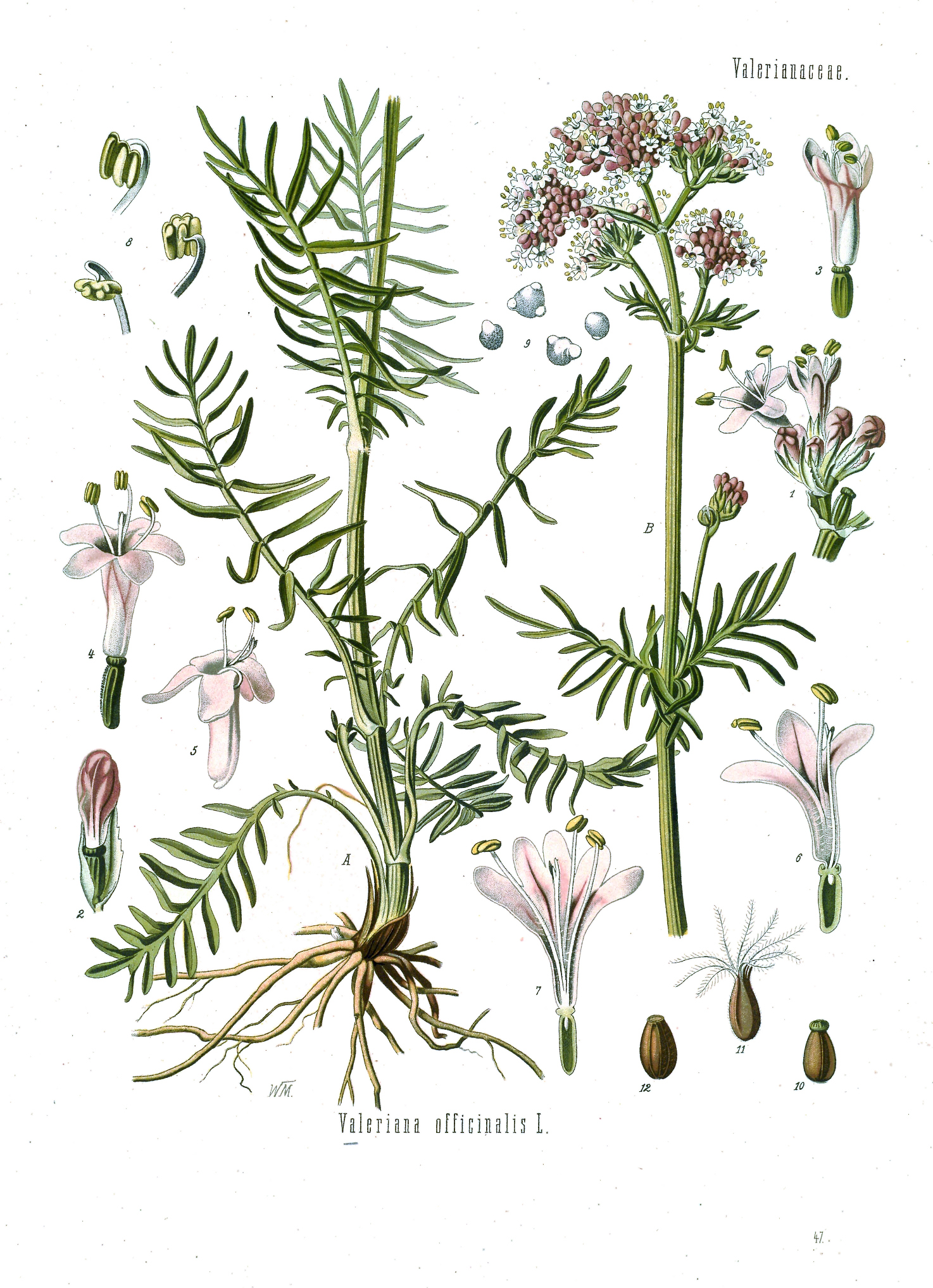
Der Echte Arznei-Baldrian (Valeriana officinalis) hat eine lange Tradition als Arzneimittel der Pflanzenheilkunde.

Die Pflanzenheilkunde oder Phytotherapie (auch „Kräutermedizin“ genannt) ist die Lehre der Verwendung von Heilpflanzen als Phytotherapeutika genannte Arzneimittel. Mit der Erforschung und Herstellung von Phytotherapeutika befasst sich die Phytopharmazie.

## Grundlagen
Die Pflanzenheilkunde gehört zu den ältesten medizinischen Therapien und ist auf allen Kontinenten und in allen Kulturen beheimatet. Grundlage der Pflanzenheilkunde ist die Heilpflanzenkunde (Phytopharmakognosie), die das Wissen um die verschiedenen Heilpflanzen bereithält. Die Pflanzenheilkunde enthält aber auch Teile der Pharmakologie, der Pharmazeutik sowie der Toxikologie. Die Pflanzenheilkunde kann folglich dem Überbegriff der pharmazeutischen Biologie zugeordnet werden. Ziel der Pflanzenheilkunde ist es, Heilpflanzen und ihre Inhaltsstoffe hinsichtlich ihrer therapeutischen Wirkung zu erforschen.
In der Pflanzenheilkunde kommen grundsätzlich nur ganze Pflanzen oder Pflanzenteile (Blüten, Blätter, Samen, Rinden, Wurzeln), jedoch keine isolierten Einzelstoffe zur Anwendung. Diese in der Pharmazie Drogen genannten Ausgangsstoffe werden frisch oder als Aufguss bzw. Auskochung (Tee), Saft, Tinktur, Extrakt, Pulver, Ätherisches Öl etc. therapeutisch angewendet. Da immer Stoffgemische wirken, können Heilpflanzen verschieden ausgeprägte Wirkungen haben oder bei verschiedenen Krankheitsbildern zur Anwendung kommen. Die wirksamen Inhaltsstoffe der Heilpflanzen unterliegen natürlichen Schwankungen, bedingt durch Klima, Standort und Erntezeitpunkt der Pflanze. Zubereitungen aus Heilpflanzen können weiterhin durch Lagerung und Herstellungsprozess in ihrem Gehalt an Inhaltsstoffen beeinflusst werden. Daher ist die Standardisierung der Ausgangsstoffe und Methoden für die Arzneimittelherstellung sehr wichtig. Phytopharmaka enthalten definierte Mengen der Wirkstoffe und weisen gleichbleibende Qualität und Wirksamkeit auf.
Die Pflanzenheilkunde basiert teilweise auf traditioneller Medizin. Erfahrungswerte, überliefertes Wissen und Traditionen spielen eine wichtige Rolle. Nicht immer lassen sich die Wirkungen von Heilpflanzen wissenschaftlich nachweisen. Die moderne Pflanzenheilkunde folgt den Grundsätzen der naturwissenschaftlich begründeten Medizin, indem sie von einer Dosis-Wirkungs-Beziehung ausgeht und ähnliche Krankheitsbilder definiert.
Nicht zur Pflanzenheilkunde zählt die Anwendung isolierter Einzelstoffe (biogener Arzneistoffe). Die Anwendung von Einzelstoffen, die durch Isolierung oder synthetisch gewonnen werden, und ihrer Abkömmlinge erfolgt mit dem Ziel, die Wirkung zu verbessern und Nebenwirkungen zu vermindern.

## Pflanzliche Arzneimittel im Arzneimittelrecht
In den Staaten der EU müssen pflanzliche Fertigarzneimittel grundsätzlich, wie andere Fertigarzneimittel auch, gemäß den Bestimmungen des Arzneimittelrechts vor der Vermarktung behördlich zugelassen werden. Dazu sind Qualität, Wirksamkeit und Unbedenklichkeit nachzuweisen.
Für eine angemessene Qualität haben die Beschaffenheit der verwendeten pflanzlichen Drogen und anderen Ausgangsstoffe, ebenso wie die Herstellungsbedingungen, besonderen Standards zu genügen. Den Nachweis der Wirksamkeit und Unbedenklichkeit eines Arzneimittels kann der pharmazeutische Unternehmer im Zulassungsverfahren entweder auf Basis pharmakologisch-toxischer und klinischer Studien erbringen oder aber, wenn es sich um ein „allgemein medizinisch verwendetes“ Arzneimittel handelt, auch anhand anderen „wissenschaftlichen Erkenntnismaterials“ wie etwa bibliografischer Daten. An dieser Stelle unterstützen standardisierte Datensammlungen die Zusammenstellung der erforderlichen Angaben. Auf behördlicher Ebene erarbeiten der Ausschuss für pflanzliche Arzneimittel (Committee for Herbal Medicinal Products, HMPC) der Europäischen Arzneimittelagentur und die Weltgesundheitsorganisation (WHO) entsprechende Monografien. In Deutschland hatte die Kommission E am damaligen Bundesgesundheitsamt (BGA) ab 1978 mit dem Inkrafttreten des neuen Arzneimittelgesetzes bis 1994 so genannte Aufbereitungsmonografien zur Anwendung von über dreihundert Drogen und Drogenzubereitungen verfasst, die den damaligen Stand der wissenschaftlichen Erkenntnis darstellen. Hinzu kommen die Materialsammlungen von Verbänden wie der Kooperation Phytopharmaka und auf europäischer Ebene die Euro-Monografien der European Scientific Cooperative on Phytotherapy (ESCOP).
Neben der Zulassung ist in den EU-Mitgliedstaaten für bestimmte Phytopharmaka ein vereinfachtes Verfahren in Form der „Registrierung als traditionelles Arzneimittel“ möglich, wobei der Nachweis der Wirksamkeit auf dokumentierter traditioneller Erfahrung beruht. Dazu muss für das pflanzliche Arzneimittel eine mindestens 30-jährige Erfahrung – davon mindestens 15 Jahre in einem EU-Mitgliedstaat – belegt werden. Die traditionellen Anwendungsmöglichkeiten werden als Liste durch den Ausschuss für pflanzliche Arzneimittel der EMEA zusammengestellt und veröffentlicht. Die Registrierung als traditionelles Arzneimittel berücksichtigt, dass es in einigen Staaten eine Vielzahl an pflanzlichen Präparaten gibt, die eine lange Tradition und eine hohe Sicherheit aufweisen, deren Wirksamkeit sich aber nur schwer mittels klinischer oder bibliografischer Nachweise belegen lässt. In Deutschland tragen als traditionell registrierte Arzneimittel die Kennzeichnung: „Das Arzneimittel ist ein traditionelles Arzneimittel, das ausschließlich auf Grund langjähriger Anwendung für das Anwendungsgebiet registriert ist“ und „… der Anwender sollte bei fortdauernden Krankheitssymptomen oder beim Auftreten anderer als der in der Packungsbeilage erwähnten Nebenwirkungen einen Arzt oder eine andere in einem Heilberuf tätige qualifizierte Person konsultieren“.

## Rolle der Pflanzenheilkunde in der modernen Gesellschaft
Viele moderne pflanzliche Arzneizubereitungen oder daraus isolierte Reinstoffe haben eine lange Geschichte der Anwendung als Heilmittel – wie etwa Opium, Acetylsalicylsäure, Digitalis, Chinin und andere. Die Weltgesundheitsorganisation (WHO) schätzt, dass aktuell 80 % der Weltpopulation die Pflanzenheilkunde für einige Bereiche der grundlegenden medizinischen Betreuung einsetzt. Für einen großen Teil der Weltpopulation, von der die Hälfte mit weniger als (umgerechnet) zwei US-$ pro Tag auskommen muss, sind kommerzielle Medikamente sehr teuer. In der Pflanzenheilkunde kann man auf Produkte der Natur zurückgreifen, die weniger oder gar nichts kosten. In Deutschland betrug der Anteil rezeptfreier Phytopharmaka und Homöopathika (in der Selbstmedikation und ärztlich verordnet) im Jahr 2015 31 Prozent des Umsatzes mit rezeptfreien Arzneimitteln.  Der Umsatz mit Phytopharmaka war 2015 im Vergleich zum Vorjahr um 5,9 Prozent gestiegen.

## Phytotherapie und ihre speziellen Formen
Der Begriff Phytotherapie wurde von Henri Leclerc (* 1870; † 1955) international geprägt, einem französischen Arzt, der 1922 das Buch Précis de Phytothérapie veröffentlichte. In Deutschland begründete ab 1931 Rudolf Fritz Weiss die wissenschaftliche Pflanzenheilkunde.

### Traditionelle Phytotherapie in europäischen Ländern
Die traditionelle Phytotherapie war bis 1800 in Europa unumstößliche Grundlage für alle Arzneibücher, geriet aber durch das Aufkommen der Naturwissenschaften auf ein Nebengleis. Mit der Entwicklung der naturwissenschaftlich orientierten Medizin seit dem frühen 19. Jahrhundert wurden aber auch pflanzliche Arzneimittel vermehrt Gegenstand der wissenschaftlichen Analyse. Die traditionelle Phytotherapie ist eine Therapierichtung, die sich primär auf überlieferte Erfahrungen stützt (Volksheilkunde). Dabei kann eine volkstümliche bzw. traditionelle Verwendung je nach Land unterschiedlich begründet sein. In der EU gibt es schätzungsweise 29.000 auf Pflanzenheilkunde spezialisierte Heilpraktiker.

### Rationale Phytotherapie
Die rationale Phytotherapie basiert auf der traditionellen europäischen Phytotherapie, erhebt aber darüber hinaus den Anspruch, neben vorhandenem Erfahrungsmaterial naturwissenschaftliche Bewertungsmaßstäbe zu verwenden und die Wirksamkeit der enthaltenen Pflanzen sowie der Zubereitungen und Kombinationen jeweils anhand von Studien belegt zu haben. Dabei wird davon ausgegangen, dass jeder Extrakt, der in einem rationalen Phytopharmakon enthalten ist, nachgewiesenermaßen zur klinischen Wirksamkeit beiträgt. Neben den Inhaltsstoffen, die zur Wirkung direkt beitragen, enthalten Phytopharmaka weitere Inhaltsstoffe, die den Effekt der wirksamen Inhaltsstoffe modifizieren können, indem sie z. B. deren Stabilität oder Bioverfügbarkeit beeinflussen. Generell gilt der gesamte Extrakt (bzw. die Extraktkombination) und damit ein Vielstoffgemisch als arzneilicher Wirkstoff. Hier unterscheidet sich die rationale Phytotherapie von der Therapie mit synthetischen Wirkstoffen, die als Einzelsubstanzen verabreicht eine heilende Wirkung hervorrufen sollen.
Die rationale Phytotherapie erhebt den Anspruch, auf Phytopharmaka die gleichen Wissenschaftsmethoden anzuwenden wie auf synthetische Arzneimittel. Als maßgeblicher Standard der naturwissenschaftlichen Medizin wird heute die evidenzbasierte Medizin proklamiert, welche nach David Sackett „eine gewissenhafte, vernünftige und bestmögliche Nutzung der gegenwärtig besten externen wissenschaftlichen Erkenntnisse zur medizinischen Versorgung von Patienten“ darstellt. In diesem Sinne gehören pharmakologische und toxikologische Untersuchungen ebenso zur rationalen Phytotherapie wie der Wirksamkeitsnachweis in randomisierten, kontrollierten Doppelblindstudien nach den Richtlinien der Good Clinical Practice.

### Japanische Phytotherapie (Kampō)
Die Bezeichnung Kampō kam in Japan während der zweiten Hälfte des 19. Jahrhunderts auf, um die traditionelle Medizin gegen die einströmende westliche Medizin abzugrenzen. Zwar bedeutet sie wörtlich so viel wie ‚chinesische Verfahren/Rezepte‘, ‚chinesische Richtung‘, doch hat Japan bereits während der Edo-Zeit und ganz besonders seit der ersten Hälfte des 20. Jahrhunderts zahlreiche Neuerungen entwickelt, die die japanische Kampō-Medizin von der traditionellen chinesischen Medizin deutlich unterscheidet. Einige Autoren schlossen Therapieverfahren wie Massage, Akupunktur und Diätetik ein. Mittlerweile hat sich aber die engere Fassung als ‚japanische Phytotherapie‘  durchgesetzt. Bei der Diagnose legen viele Vertreter der Kampō-Medizin großen Wert auf die Bauchdiagnose (Palpation).

### Traditionelle Chinesische Medizin (TCM)
Die Traditionelle Chinesische Medizin (TCM) verwendet Pflanzen und deren Bestandteile. Seit Jahrzehnten wird die medizinische Wirksamkeit der chinesischen Kräutermedizin oder TCM in Studien erforscht. Schweizer Forscher haben 2007 eine Metaanalyse von 136 Studien zur chinesischen Kräutermedizin vorgenommen. Insgesamt waren von diesen Studien nur zwei Prozent von guter Qualität. Viele Studien waren von methodisch zu schlechter Qualität, um seriöse Aussagen zu erlauben. Zurzeit scheint es unklar zu sein, ob die chinesische Kräutertherapie mehr Nutzen als Schaden bringt. Die Autoren der Studie stimmen deshalb Ernst zu, dass angesichts der Popularität der Kräutermedizin mehr Forschung nötig ist, um den Stellenwert zu bestimmen, und dieser Vorschlag auch die chinesische Kräutermedizin betreffe.
Ernst kommentierte die oben genannte Studie so: „Chinesische Kräuter Medizin (CKM) wird häufig angepriesen, als stehe ihre Wirksamkeit außer Frage – 3000 Jahre Geschichte können nicht irren! […] Ein anderer, hochinteressanter Befund betrifft die individualisierte CKM. Wenn ein Patient mit CKM behandelt wird, dann erhält er fast immer eine Mixtur, die nach den Prinzipien der TCM ganz individuell auf ihn zugeschnitten ist. Viele glauben, dass dieses Vorgehen nicht mit randomisierten Studien überprüfbar sei. Dies stimmt ganz sicher nicht. Was allerdings richtig ist, ist die Tatsache, dass nur sehr wenige Studien existieren, die die Effektivität dieser individualisierten CKM testen. In der vorliegenden Analyse fanden sich nur zwei derartige Untersuchungen. Beide zeigen nicht, dass dieses Vorgehen wirksam ist […]“

### Ayurveda
Auch in der indischen Ayurveda-Tradition werden Pflanzen zur Heilung eingesetzt.

## Methoden der Zubereitung
Bei allen Zubereitungsarten spielt die Auslösungszeit eine besondere Rolle, da sich abhängig von der Zeit bestimmte Stoffe aus den Pflanzen lösen. Bei der Zubereitung als Aufguss und Dekokt ist darüber hinaus von Bedeutung, dass die Pflanzen mit geschlossenem Deckel ziehen beziehungsweise auskochen, da sich bei diesem Vorgang meist therapeutisch besonders wirksame ätherische Öle bilden, die besonders flüchtig sind und ansonsten verloren gehen würden. Die Zubereitung und Dosierung entsprechender Präparate bedarf Expertenwissens, eventuell besteht die Gefahr von tödlichen Vergiftungen.
Die Zubereitungsweise richtet sich nach den Inhalts- bzw. Wirkstoffen, welche man aus den Pflanzenteilen (vor allem) extrahieren möchte. Die Art der Zubereitung kann entscheidenden Einfluss auf die Wirkungsweise ein und derselben Pflanzenart haben.
- Infus: Pflanzenteile werden mit heißem bzw. kochendem Wasser übergossen und nach einer bestimmten Ziehzeit abgeseiht.
- Dekokt: Pflanzenteile werden in Wasser gekocht und dann abgeseiht, vor allem bei Wurzeln oder kieselsäurehaltigen Pflanzen.
- Mazerat: Pflanzenteile werden mit kaltem Wasser aufgegossen und nach einer bestimmten Ziehzeit abgeseiht, zum Beispiel bei schleimstoffhaltigen Pflanzen, da Schleimstoffe hitzeempfindlich sind.
- Mischformen: Pflanzenteile werden beispielsweise mit kaltem Wasser aufgegossen, stehen gelassen und anschließend ausgekocht (Mazerationsdekokt).
- Perkolat: Pflanzenteile werden von einem Menstruum (Lösungsmittel) durchsickert, wobei das Menstruum kontinuierlich nachgeführt wird. Durch das Verfahren der Perkolation wird ein Lösungsmittelgleichgewicht unterbunden. Die vollständige Auslösung von Inhaltsstoffen ist hierdurch möglich. Bekanntestes Beispiel für ein Perkolat ist der Filterkaffee.
- Tinktur: alkoholischer Auszug
- Urtinktur: Ein wie die Tinktur ebenfalls alkoholischer Auszug, der in der Homöopathie als Ausgangsstufe für die Herstellung homöopathischer Potenzen eingesetzt wird.
- Ölauszug: Als Auszugsmittel dienen synthetische oder pflanzliche Öle. Der Auszug kann warm (bis 70 °C) oder kalt durchgeführt werden (für äußerliche Anwendungen oder zur Salbenherstellung).
- Salbe: Pflanzenextrakte können zur Salbenherstellung verwendet werden. Dabei kommen synthetische oder natürliche Grundstoffe zum Einsatz (beispielsweise Bienenwachs). Wenn verschiedene Phasen verwendet werden (wässrige Auszüge, alkoholische Auszüge, Ölauszüge), muss meist ein Emulgator zugegeben werden.
- Gel: Gele können beispielsweise aus wässrigen oder verdünnten alkoholischen Extrakten hergestellt werden, und zwar mit Hilfe von Gelbildnern (beispielsweise Xanthan).

## Systematisierung der pflanzlichen Inhaltsstoffe
Durch phytochemische und pharmakologische Untersuchungen konnte die chemische Struktur vieler Inhaltsstoffe aufgeklärt werden. Es lassen sich dabei verschiedene Gruppen zusammenfassen:
- ätherische Öle
- Alkaloide
- Glykoside
- Anthracenderivate
- Bitterstoffe
- Polysaccharide (Schleimstoffe)
- anorganische Stoffe
- Hormone, hormonartige Stoffe
- Vitamine

## Pflanzenheilkundler in der Geschichte
- Nikandros aus Kolophon (um 197 v. Chr. bis um 133 v. Chr.), Autor der toxikologischen Lehrgedichte Theriaka und Alexipharmaka
- Krateuas (um 100 v. Chr.), erster bekannter Autor eines illustrierten Kräuterbuches
- Quintus Sextius (1. Jahrhundert v. Chr.), verfasste eine einflussreiche Materia medica
- Pedanios Dioskurides (1. Jahrhundert), Beschreibung 813 pflanzlicher Arzneimittel in De materia medica, maßgeblich für alle folgenden Kräuterbücher in Europa und Vorderasien
- Walahfrid Strabo (807 bis 849), Autor des Lehrgedichtes Liber de cultura hortorum
- Avicenna (um 980–1037), umfassendste systematische Darstellung des medizinischen Wissens des Mittelalters mit 650 Simplicia pflanzlicher Herkunft
- Ibn Butlan († um 1065), umfassende Lehre der Diätetik in tabellarischer Form, lateinische Fassungen mit zahlreichen Pflanzendarstellungen
- Odo Magdunensis (11. Jahrhundert), Autor des Macer floridus, im Mittelalter im mitteleuropäischen Raum das Standardwerk der Kräuterheilkunde
- Hildegard von Bingen (1098–1179), beschreibt in ihrer als Physica bekannten Naturkunde etwa 270 Pflanzen und gilt als älteste Quelle für einige Arten und deutsche Namen
- Abu Muhammad ibn al-Baitar (1190–1248), Autor einer pharmazeutischen Enzyklopädie, in der er 1400 Pflanzen, Lebensmittel und Arzneimittel beschrieb
- Vitus Auslasser (15. Jahrhundert), Autor eines bebilderten Kräuterbuchs (1479)
- Johann Wonnecke von Kaub (um 1430 bis ca. 1503), Arzt und Botaniker, verfasste den sehr einflussreichen Gart der Gesundheit
- Hieronymus Brunschwig (um 1450 bis um 1512), deutscher Wundarzt und Botaniker, Vorläufer der Väter der Botanik
- Otto Brunfels (1488–1534), Arzt und Botaniker, einer der Väter der Botanik
- Hieronymus Bock (1498–1554), Arzt und Botaniker, einer der Väter der Botanik
- Leonhard Fuchs (1501–1566), Arzt und Botaniker, einer der Väter der Botanik
- Pietro Andrea Mattioli (1501–1577), italienischer Arzt und Botaniker
- Johann Kentmann (1518–1574), deutscher Mediziner und Naturforscher
- Jacobus Tabernaemontanus (um 1522 bis 1590), deutscher Arzt und Apotheker sowie Professor für Medizin und Botanik
- Sebastian Kneipp (1821–1897), verknüpfte die Pflanzenheilkunde mit der Naturheilkunde
- Johann Künzle (1857–1945), neben Sebastian Kneipp der wohl bekannteste Kräuterpfarrer
- Henri Leclerc (1870–1955), französischer Arzt, führte den Begriff Phytotherapie ein
- Gerhard Madaus (1890–1942), Standardwerk Lehrbuch der biologischen Heilmittel, Abteilung I. (Heilpflanzen)
- Rudolf Fritz Weiss (1895–1991), Begründer der wissenschaftlichen Pflanzenheilkunde in Deutschland
- Maurice Mességué (1921–2017), französischer „Kräuterpapst“
- Max Wichtl (1925–2019), Begründer des Standardwerkes Teedrogen und Phytopharmaka
- Heinz Schilcher (1930–2015), „Vater einer reproduzierbaren Phytopharmaka-Qualität“
- Franz-Christian Czygan (1934–2012), einer der ursprünglichen Hauptautoren des Standardwerkes Teedrogen und Phytopharmaka